# Kós Károly Művelődési Kör
Kós Károly Művelődési Kör 1971-ben alakult Bánffyhunyadon a Művelődési Ház keretében. Első vezetője Vasas Samu tanár.

## 1971-1987
Ember, társadalom, természet című előadássorozatán kolozsvári és helybeli írók, tanárok, művészek adtak elő az irodalom, a művészetek, a természettudományok és a történelem kérdéseiről, köztük Bálint Tibor, Kányádi Sándor, Varga Vilmos előadóművész, Faragó József, Kallós Zoltán folklórgyűjtők, Felszeghy Ödön, Koch Ferenc, Xántus János tanárok. Az előadások egy részét megismételték Magyarbikal községben is. Találkozókat szerveztek A Hét, Utunk és Korunk szerkesztőivel, s egy-egy képzőművész, köztük Balázs Péter, Botár Edit, Veress Pál munkáiból rendeztek kiállítást.
A Kós Károly Művelődési Kör keretében színjátszó csoport is tevékenykedett. A kalotaszegi népi hagyományok ápolása jegyében bemutatták Gyarmathy Zsigáné-Palocsay Zsigmond keretjátékát, a Virradatot (1981), ezzel a Kolozsvári Állami Magyar Színházban is felléptek. Jelentős teljesítményük volt az Arany János elbeszélő költeménye nyomán Méhes György írta Toldi szerelme c. előadása is (1984), ezzel bejárták a Székelyföldet. 1986-ban készült el Kós Károly Varjú-nemzetség c. krónikájának színpadi változata, de már nem kerülhetett előadásra, mert a diktatúra betiltotta a Kós Károly Művelődési Kör működését (1987).

## 1990 óta
1990 elején a Kós Károly Művelődési Kör azonnal újjáalakult, s végre sor került a darab ősbemutatójára. Ezzel bejárták Kolozs és a szomszéd megyék városait, Kolozsvárt is bemutatták, 1991 decemberében pedig a budapesti Kós Károly-emlékünnepségen is színre léptek vele.
A Kós Károly Művelődési Kör keretében 1991-ben népfőiskola is elkezdte működését néprajz-művelődéstörténeti és magyar történelmi osztállyal. 1992 óta elektrotechnikai köre is működik. Nemcsak az 1990-es években, de a 2000. éven túl is gazdag programokban mutatják be a romániai magyar kisebbség kultúráját. Az utóbbi évtizedekben Kós Károly Művelődési Egyesület/vagy Társaság néven is emlegetik. (Nem tévesztendő össze a magyarországi székhelyű építőművészeti Kós Károly Egyesüléssel.)